# Bioparc València
El Bioparc és l'actual zoo de València que subtitueix el zoo de Vivers des de la seua innauguració el 2008. Està gestionat per l'empresa Rain Forest Valencia. S'especialitza en espècies del continent africà.
L'antic zoològic de València fou creat el 1965, amb un grup inicial d'animals provinents de col·leccions privades i circs, va tancar el 2007. El promotor d'aquest zoo fou Ignacio Docavo Alberti.
El 28 de febrer del 2008, enmig d'una campanya publicitària destacable, s'obrí el nou zoològic al Parc de la Capçalera, fitant amb el Jardí del Túria. Entre els animals que hi ha hagut es trobaven la girafa Che, i el dril Rafiki.
Recrea el paisatge africà amb diferents biomes en els que se situen grans hàbitats ocupats pels animals, el disseny amaga les barrerers entre el públic i els animals mitjançant el concepte de Zooimmersió. Compta amb 100.000 metres quadrats i s'allotgen més de 800 animals de 116 espècies diferents.